# 藤井久仁江
藤井 久仁江（ふじい くにえ、1933年〈昭和5年〉8月15日 - 2006年〈平成18年〉9月12日）　は、箏曲家。
生田流箏曲・地歌の第一人者。人間国宝。元東京芸術大学客員教授。

## 人物
幼少より母・阿部桂子に箏を学び、のちに宮城道雄に学ぶ。また、九州系地歌を川瀬里子から学んだ。
1955年NHK邦楽技能者育成会第一期卒業。2002年重要無形文化財保持者(人間国宝)に認定。
研究熱心で曲の解釈に優れ、堅実で正確な地歌の演奏家として知られる。
文化庁芸術祭大賞の他、受賞多数。海外での演奏もフランス・ドイツ・イタリア、アメリカをはじめ各地で行った。
98年まで東京芸術大学客員教授、また一門の「銀明会」を主催し、後進の育成にも努めた。